# ボア (エンジン)
往復動機関（ピストンエンジン）において、ボア（英語: bore）または内径（ないけい）は、それぞれの気筒（シリンダー）の直径である。シリンダー内径とも呼ばれる。
エンジンの排気量はボア（内径）、ストローク（行程）、および気筒数に基づいて以下のように計算される。
排気量 = π ( 1/2 × 内径 )2 × 行程 × n気筒
ボアをストロークで割って求められるボアストローク比は、伝統的にエンジンが高いエンジン回転数でのパワーのために設計されているか、より低い回転数でのトルクのために設計されているかを示していた。

## 蒸気機関車
「ボア」という用語は蒸気機関車または蒸気機関の気筒にも適用される。